# Генрих II (маркграф Баден-Хахберга)
Генрих II Хахбергский (нем. Heinrich II. von Baden-Hachberg; до 1231—1297/1298) — маркграф Баден-Хахберга в 1231—1289 годах.

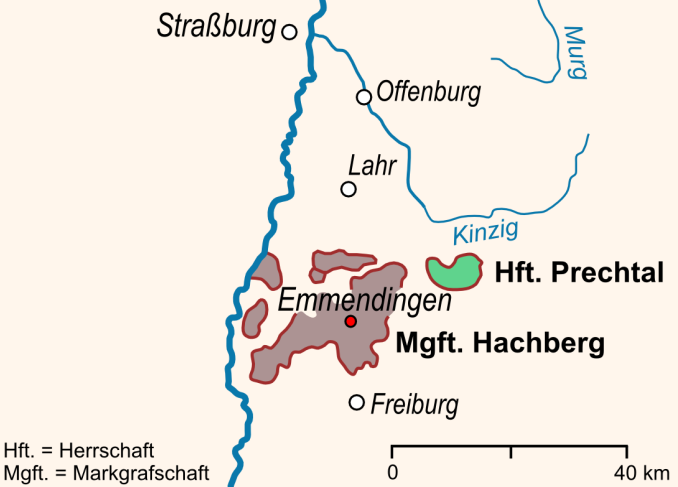

Сын Генриха I Баден-Хахбергского и его жены Агнессы Урахской.
Наследовал отцу в 1231 году, и впервые назвал себя маркграфом Хахберга (нем. Markgraf von Hachberg); однако первоначально он — в силу малолетства — находился под опекой матери. В его правление в 1232 году у монастыря Святого Власия удалось приобрести владение Заузенбург, где вскорости был основан одноимённый замок (впервые письменно упомянут в 1246 году), ставший позднее резиденцией его сына Рудольфа.
Генрих II вел активную наступательную политику в отношении соседей — церковных князей и графов Фрайбурга. Поддерживал Рудольфа Габсбурга в его борьбе за королевский трон.
В 1289 году Генрих II отрёкся от престола, чтобы вступить в Тевтонский орден.

## Семья
Жена: Анна фон Юзинген-Кетцинген, дочь графа Рудольфа II. Дети:
- Рудольф I, маркграф Хахберг-Заузенберга
- Генрих III, маркграф Баден-Хахберга
- Фридрих, рыцарь Тевтонского ордена
- Верена, муж — Эгино I, граф фон Фюрстенберг
- Герман, рыцарь одена Госпитальеров
- Кунигунда, монахиня в Адельхаузене (соврем. церковь Благовещения Богородицы во Фрайбурге)
- Агнес, муж — Вальтер фон Райхенберг
- Елизавета, монахиня в Адельхаузене.